# Monterosso Almo
Monterosso Almo is een gemeente in de Italiaanse provincie Ragusa (regio Sicilië) en telt 3368 inwoners (31-12-2004). De oppervlakte bedraagt 56,2 km², de bevolkingsdichtheid is 60 inwoners per km².
De volgende frazioni maken deel uit van de gemeente: Monterosso Almo.

## Demografie
Monterosso Almo telt ongeveer 1329 huishoudens. Het aantal inwoners daalde in de periode 1991-2001 met 4,5% volgens cijfers uit de tienjaarlijkse volkstellingen van ISTAT.
| Jaar | Inwoneraantal |
| ---- | ------------- |
| 1991 | 3503          |
| 2001 | 3346          |

## Geografie
De gemeente ligt op ongeveer 691 m boven zeeniveau.
Monterosso Almo grenst aan de volgende gemeenten: Chiaramonte Gulfi, Giarratana, Licodia Eubea (CT), Ragusa.

## Externe link

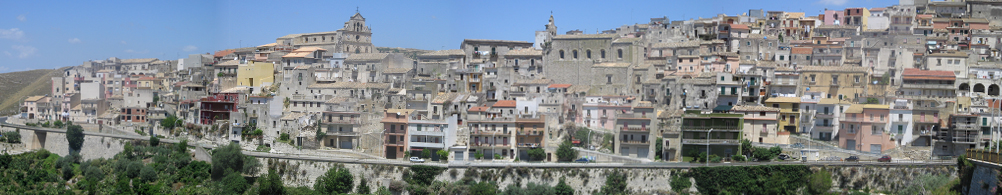
Monterosso Almo